# Le storie di paura di Masha
Le storie di paura di Masha (in russo Машкины страшилки?, Mashkiny strashilki) è una serie televisiva animata russa trasmessa a partire dal 2014, secondo spin-off del cartone animato Masha e Orso.
In ogni puntata Masha, sola nella sua camera di notte o in altre ambientazioni di Masha e Orso, racconta una storia rivolgendosi direttamente ai telespettatori. Esse hanno un protagonista diverso a ogni puntata, di solito un bambino o una bambina che vive nel mondo contemporaneo e che è vittima di una particolare paura, raccontata con toni comici e situazioni assurde. Alla fine la sua paura si rivela un falso allarme, ingigantito dalla sua immaginazione, e il piccolo protagonista riesce in qualche modo a vincerla.
Si alternano scene di Masha che racconta, con la stessa grafica computerizzata tridimensionale usata in Masha e Orso, e scene della storia, realizzate invece con animazione bidimensionale, accompagnate solo dalla voce della bambina, che imita anche le voci dei personaggi della storia.
Si tratta del secondo spin-off di Masha e Orso dopo lo stilisticamente simile I racconti di Masha del 2011.

## Episodi
| Episodio | Italiano                                 |
| -------- | ---------------------------------------- |
| 1        | La paura del buio                        |
| 2        | La paura dell'acqua                      |
| 3        | La paura dei mostri                      |
| 4        | La paura di perdersi                     |
| 5        | La paura di recitare la poesia di Natale |
| 6        | La paura della bambina superstiziosa     |
| 7        | La paura delle malattie                  |
| 8        | La paura degli animali                   |
| 9        | La paura di restare da solo              |
| 10       | La paura del compito in classe           |
| 11       | La paura degli insetti                   |
| 12       | La paura della strega della foresta      |
| 13       | La paura del dottore                     |
| 14       | La paura degli alieni                    |
| 15       | La paura della scuola nuova              |
| 16       | La paura di non sapersi orientare        |
| 17       | La paura di andare in bicicletta         |
| 18       | La paura delle storie di paura           |
| 19       | La paura della Tecnologia                |
| 20       | La paura dei videogiochi                 |
| 21       | La paura del temporale                   |
| 22       | La Paura di Essere Piccolo               |
| 23       | La paura di avere una sorellina          |
| 24       | La paura delle vertigini                 |
| 25       | La paura di sentirsi ridicoli            |
| 26       | Paura di avere paura                     |

## Personaggi
L'unico personaggio ricorrente è Masha, che in questa serie appare spesso in pigiama.